# Nastassja Kinski
Nastassja Kinski, nome artístico de Nastassja Aglaia Nakszynski, (Berlim, 24 de janeiro de 1961) é uma atriz alemã.
Filha do também ator Klaus Kinski, começou a sua carreira no cinema em 1975 no filme Falsche Bewegung, de Wim Wenders, com o qual veio a colaborar mais tarde, em 1984, em Paris, Texas. Com Tess, de Roman Polanski, ganhou em 1980 o Globo de Ouro de melhor atriz de drama, pelo seu desempenho como Tess Durbeyfield. É considerada uma das sex symbol das décadas de 1980 a 1990.

## Biografia
Nastassja Aglaia Nakszynski nasceu em Berlim, fruto do casamento do ator Klaus Kinski e da atriz alemã Ruth Brigitte Tocki, em 1961.
Morou com os pais em Roma e teve uma infância atribulada em que raramente via o pai, até que aos dez anos os pais se divorciaram e ela e a mãe foram viver para uma comuna colectiva de Munique, passando por dificuldades financeiras, não só porque o pai as abandonou mas também porque a vida profissional da mãe era muito inconstante.
Desde muito nova teve que trabalhar para poder colmatar o magro rendimento familiar e como a sua beleza era já então uma evidência, começa a trabalhar como modelo, com a idade de treze anos.
Lisa Kreuzer, actriz alemã, convida Nastassja para o papel de Mignon no filme de Wim Wenders, Falsche Bewegung; o seu primeiro filme para o grande ecrã vale-lhe o seu primeiro prémio dos quatro que recebeu durante a sua carreira (em oito nomeações), nos Prémios Alemães de Cinema em que ganha o Prémio de Ouro para a melhor actuação enquanto actriz, entretanto aparecem alguns papeis em filmes para a TV alemã, For Your Love Only, realizado por Wolfgang Petersen, foi um destes.
No ano seguinte esta desempenha um filme de terror no Reino Unido intitulado To the Devil a Daughter, e com o desempenho nestas séries e filmes ganha uma crescente notoriedade, não só pela sua beleza, mas porque desempenha em muitos destes, cenas nu bastante ousadas. Porque as fez enquanto adolescente, as mesmas não foram livres de controvérsia e para os filmes poderem passar nos Estados Unidos foi referido às autoridades que ela tinha nascido em 1959 e não em 1961, como mostram os registos alemães, daí o erro em muitas das suas biografias, nomeadamente aquelas que são feitas nos Estados Unidos.
Aos dezesseis anos, Nastassja começa um relacionamento com o realizador Roman Polanski, vinte e oito anos mais velho do que esta. Polanski convenceu a actriz a estudar representação com o famoso actor e professor de teatro Lee Strasberg, mandando-a para a sua escola de actores nos Estados Unidos, para que esta também treinasse o seu inglês.
Em 1978, Nastassja, passou alguns dias numa prisão alemã porque foi enquanto juvenil, apanhada várias vezes a roubar em lojas e a utilizar transportes públicos sem pagar e ao não pagar as multas destes casos (por não ter condições financeiras para o fazer) e ao não trabalhar num hospital público como foi sentenciada por um tribunal juvenil, sendo por este motivo, presa. Cumpriu a condenação quando foi à Alemanha, visitar a mãe, e passou alguns dias na prisão apesar de nessa altura já ser uma actriz relativamente conhecida. Cinco dias depois esta foi solta por bom comportamento[carece de fontes?].
Com dezoito anos, em 1979, Roman Polanski, convida-a para participar do seu filme, Tess, com o qual ganha um Globo de Ouro pelo seu desempenho. Depois deste seu prémio, que a catapultou para a fama, em 1980, o fotógrafo Richard Avedon fez o ensaio fotográfico que a lançou como sex symbol e uma das atrizes mais populares das décadas de 80 e 90, no qual a retrata para a Vogue com uma pitão em torno do seu corpo nu.

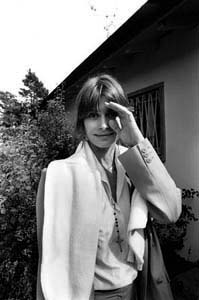
Nastassja Kinski em 1989.

Nastassja, em maio de 1997, referiu à revista W Magazine que, enquanto criança, sempre se sentiu explorada pela indústria cinematográfica e que se tivesse tido alguém para a proteger, talvez tivesse tido mais confiança nela mesmo e não tivesse aceitado fazer certas cenas de núdismo.
Em 1982 apareceu como Leila uma rapariga de circo no filme, One from the Heart, realizado por Francis Ford Coppola e Dean Tavoularis. Sendo um fracasso, este filme foi um dos responsáveis pela falência dos estúdios American Zoetrope que eram detidos por Francis Ford Coppola. Nesse mesmo ano entrou no sucesso Cat People.
No ano seguinte em 1983 entra em três filmes, realizados por três realizadores diferentes, em três países diferentes e em que interpreta em três línguas diferentes. Em França, entra em La Lune dans le caniveau (The Moon in the Gutter), realizado por Jean-Jacques Beineix, em que contracena com a então estrela em ascensão do cinema francês, Gérard Depardieu. Nos Estados Unidos filma Exposed, de James Toback, um filme medíocre em que interpreta uma rapariga do campo do Wisconsin que foge para New York e que ao tornar-se uma top-model se vê envolvida em jogos de espionagem. Este tema será recorrente em alguns filmes que esta participará no futuro. E por fim em Frühlingssinfonie (Spring Symphony), de Peter Schamoni, em que interpreta Clara Wieck, uma jovem pianista e pupila do compositor Robert Schumann com que este casa à posteriori. Esta versatilidade, aos vinte e dois anos, em que interpreta em três línguas no mesmo ano, tornar-se-ia natural na sua carreira, sendo uma conhecida poliglota, dominando fluentemente cinco línguas, sendo que duas dessas são maternas, o Alemão e o Russo para além do Inglês, Francês e Italiano.
Entretanto consta que durante o início da década de 80 esta viveu numa casa a meias com a então actriz em ascensão Demi Moore, isto depois de se ter separado de Roman Polanski, ou este desta, pois segundo consta nunca deixou de amá-lo, segundo uma entrevista de 1999.
Em 1984 participou em dois filmes com menos sucesso, Unfaithfully Yours e The Hotel New Hampshire, em que segundo os críticos teve uma participação menos conseguida, os mesmos que no final desse ano a aplaudiriam em Paris, Texas, realizado por Wim Wenders (o mesmo que nove anos a tinha lançado), filme que ganhou três Palmas de ouro em Cannes e mais um Bafta em Londres, para além de mais dez prémios europeus de cinema. Acaba o ano com a sua participação em Os amantes de Maria (Maria's lovers), de Andrei Konchalovsky, que ganhou um César em França para melhor filme estrangeiro, um filme também muito aplaudido pela crítica e que teve um enorme sucesso na Europa.
Esta sua actuação tornou-se constante na década de 80, altura em que conheceu em 1984 o produtor, Ibrahim Moussa, Egípcio com quem passa a viver em Itália e casou em 10 de setembro desse ano, então já tinha tido, em 29 de junho de 1984, Aljosha Kinski, que segundo consta é filho biológico do actor Vincent Spano, não obstante esse facto, é Ibrahim Moussa que assume a paternidade de Aljosha.
Em Harem, uma produção francesa realizada por Arthur Joffé, em 1985 ambos trabalham juntos. Nesse período, Nastassja afastou-se de Hollywood e dedicou-se ao cinema italiano e francês. Em 1986, o casal gerou uma menina, Sonja Leila, agora uma modelo como a mãe foi, e que nasceu em 2 de março de 1986, mas o casamento só durou até 1990, altura em que se separaram de facto, provocando a ida desta para a Califórnia com os seus dois filhos e em 1992 divorciam-se legalmente.
Depois que o seu pai, Klaus Kinski, a abandonou, Nastassja ficou muito magoada e raramente se encontravam; em 1989, ela cortou definitivamente a sua relação com o pai depois que este ter lançado a sua autobiografia, "Kinski Uncut", na qual insinua que teve uma relação incestuosa com a filha. Nastassja negou que isso tenha acontecido e ficou tão profundamente magoada que não falou mais com o pai e nem quis comparecer ao funeral dele em 1991, e quando este faleceu (e citando palavras dela) pensou nele "Talvez um minuto. Não, 30 segundos".
Em maio de 1992 juntou-se com o músico e empresário Quincy Jones, com quem teve, em 9 de fevereiro de 1993, uma filha, Kenya Julia Miambi Sara.
Na década de 90, de entre os cerca de vinte filmes de que participou, fez alguns em Itália, por exemplo: La Bionda, de Sergio Rubini, e a comédia In camera mia, de Luciano Martino, ambos em 1992.
A partir de 1994 e até ao final desta década, concentrou as suas actuações mais nos Estados Unidos, de entre os filmes da década de 90 em que actou, o popular Terminal Velocity, do realizador Deran Sarafian, com Charlie Sheen ou o aclamado pela critica One Night Stand, de Mike Figgis em 1997, em que contracena com Wesley Snipes, são dois exemplos de entre vários, no seguimento desse novo desenvolvimento da sua carreira começa a participar também nos populares "filmes séries", de entre os quais se destaca, Bella Mafia, de 1997 realizado por David Greene, em que actua com a conceituada actriz Vanessa Redgrave e faz de viúva negra.

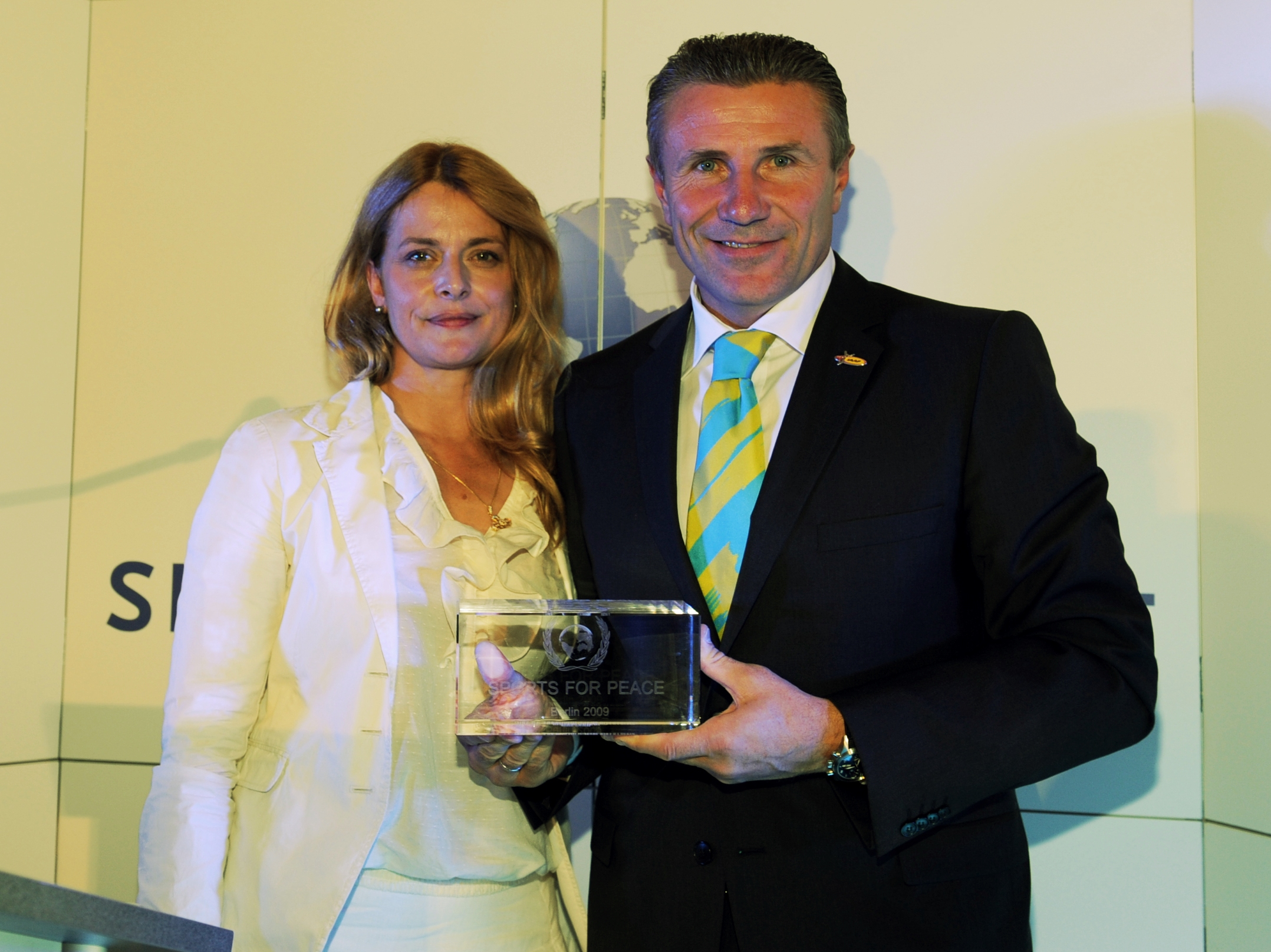
Nastassja Kinski e Serguei Bubka 2009

Em 1997 separou-se de Quincy Jones e vive solteira desde então, dedicando-se à criação dos seus três filhos, com este ex-companheiro mantém relações cordiais e ambos encontram-se frequentemente pois detêm a guarda conjunta de Kenya, o mesmo não se pode dizer em relação ao seu ex-marido, Ibrahim Moussa, com quem teve uma batalha legal que durou até ao final da década de 90 em luta pela tutela exclusiva dos filhos, batalha essa que ganhou, de entre os diversos episódios rocambolescos encontra-se o impedimento legal por parte desta do pedido do pai da circuncisão do filho de ambos, Aljosha Kinski, em 1998.
Não tem neste início de milénio ficado parada, actriz já consagrada, vai escolhendo os papeis, tanto nos Estados Unidos como na Europa, que gosta, conseguindo deste modo actuações mais condignas e que fogem dos estereótipos de sex symbol e de russa que desde cedo tentou contrariar.
É vegetariana[carece de fontes?] e é uma das grandes apoiantes da Cruz Vermelha Internacional não só em termos financeiros, mas também na assessoria aos média[carece de fontes?], sendo em muitas ocasiões a sua porta voz. Recentemente, divulgou-se que sofre de narcolepsia.

## Filmografia
- 1975 - Falsche Bewegung
- 1976 - To the Devil a Daughter
- 1977 - Tatort: Reifezeugnis
- 1978 - Così come sei (br: Francesca, um Amor Impossível)
- 1978 - Passion Flower Hotel
- 1979 - Tess
- 1981 - To the Devil a Daughter
- 1982 - Cat People (br: A Marca da Pantera)
- 1982 - One from the Heart
- 1983 - Exposed
- 1983 - La lune dans le caniveau (br: A Lua na Sarjeta)
- 1983 - Frühlingsinfonie (br: Sinfonia da Primavera)
- 1984 - Maria's Lovers (br: Os Amantes de Maria)
- 1984 - Paris, Texas
- 1984 - Unfaithfully Yours (br: Infielmente Tua)
- 1984 - The Hotel New Hampshire (br: Um hotel muito louco)
- 1985 - Revolution (br: Revolução)
- 1987 - Maladie d'amour (br: Morrer de Amor)
- 1989 - Torrents of Spring (br: Correntes de Primavera)
- 1989 - On a Moonlit Night (br: Em Noite de Lua Cheia)
- 1989 - Magdalene (br: Magdalene - Sedução proibida)
- 1990 - Night Sun (br: Noites com sol)
- 1990 - Dawn
- 1990 - Il segreto
- 1991 - Insulted and the Injured...
- 1992 - The Blonde
- 1992 - Behind the Scenes: A Portrait of Pierre Guffoy
- 1992 - In camera mia
- 1993 - In weiter Ferne, so nah! (br: Tão Longe, Tão Perto)
- 1994 - Velocidade Terminal (br: Velocidade terminal)
- 1994 - Crackerjack (br: Crackerjack - Resgate Suicida)
- 1996 - Somebody is Waiting
- 1996 - The Ring (TV)
- 1997 - Bella Mafia (TV)
- 1997 - One Night Stand (br: Por uma noite apenas)
- 1997 - Fathers' Day (br: Um dia, dois pais)
- 1998 - Playing by Heart (br: Corações apaixonados)
- 1998 - Susan's Plan (br: Plano de risco)
- 1998 - Your Friends & Neighbors (br: Seus amigos, seus vizinhos)
- 1998 - Little Boy Blue
- 1998 - Savior (br: Savior - A última guerra)
- 1999 - The Intruder
- 1999 - The Lost Son
- 1999 - The Magic of Marciano
- 1999 - Quarantine (TV)
- 2000 - A Storm in Summer (TV)
- 2000 - The Claim (br: Riqueza perdida)
- 2000 - The Magic of Marciano
- 2000 - Red Letters
- 2000 - Time Share (br: Como água e vinho)
- 2001 - .com for murder
- 2001 - Beyond the City Limits
- 2001 - Say nothing (br: Armadilhas do Destino)
- 2001 - Diary of a Sex Addict (br: Viciado em Sexo)
- 2001 - Town and Country (br: Ricos, bonitos e infiéis)
- 2001 - An American Rhapsody
- 2001 - The Day the World Ended (br: O dia que o mundo acabou) (TV)
- 2001 - Cold Heart (br: Atração sem limites)
- 2002 - All Around the Town (TV)
- 2003 - Paradise found
- 2003 - La femme musketeer (TV)
- 2003 - Les liaisons dangereuses (br: Ligações perigosas) (TV)
- 2004 - À ton image
- 2006 - Inland Empire (br: Império dos Sonhos)
- 2013 - Sugar